# Portocelo (Jove)
Portocelo (llamada oficialmente San Tirso de Portocelo) es una parroquia y un barrio español del municipio de Jove, en la provincia de Lugo, Galicia.

## Organización territorial
La parroquia está formada por cinco entidades de población:
- Canelas
- Portocelo
- San Cristobal (San Cristovo)
- Vilacha (Vilachá)
- Villapol (Vilapol)

## Demografía

### Parroquia
| Gráfica de evolución demográfica de Portocelo (parroquia) entre 2000 y 2021 |
|                                                                             |
| Datos según el nomenclátor publicado por el INE.                            |

### Barrio
| Gráfica de evolución demográfica de Portocelo (barrio) entre 2000 y 2021 |
|                                                                          |
| Datos según el nomenclátor publicado por el INE.                         |

## Patrimonio
En esta parroquia se ubica el Faro de Punta Roncadoira.